# しなの鉄道SR1系電車
しなの鉄道SR1系電車（しなのてつどうSR1けいでんしゃ）は、しなの鉄道の一般形電車。

## 概要
しなの鉄道では開業時より、JR東日本から譲受した115系電車を運用してきたが、2018年時点で製造から40年近くが経過し、老朽化が進行している同形式の置き換えに加え、運用車両の省電力化やライナー列車の再有料化による収益向上などを目的に、しなの鉄道では初となる自社発注の新製車として導入した。車両デザインは6社が参加したコンペにより選定された。
2020年に導入された100番台と、2021年から導入されている200番台および300番台が存在し、それぞれで車内の構造が大きく異なっている。本項では両番台の共通部分について述べ、双方の独自構造についても概説する。

## 共通事項
東日本旅客鉄道（JR東日本）のE129系電車と同じ「sustina」S23シリーズの拡幅車体を採用しており、車体構造はほとんどE129系と同一である。機器の面でもほぼ同型となっていることから、この節では主にE129系からの変更点について記述する。

### 形式
クモハSR111形 (Mc)
妙高高原寄りの制御電動車。運転台を備え、制御装置、集電装置などを搭載する。
クモハSR112形 (M'c)
軽井沢寄りの制御電動車。運転台、後位に身障者対応トイレと車椅子スペースを備え、補助電源装置、電動空気圧縮機などを搭載する。

### 主要機器
集電装置は、上昇用引きひも対応かつ狭小トンネル通過対応のKP3732形パンタグラフをクモハSR111形の後位側に搭載している。100・200番台はクモハSR111形の前位側に搭載される霜取り用のKP3731形パンタグラフを含め2基装備しているが、300番台ではこれが省略され1基のみの装備となっている。
屋根上にはブレーキ抵抗器やAU725系空調装置のほか、列車無線アンテナ・空気笛・信号炎管を装備しており、配置もE129系と同様であるが、S307編成以降の増備車は信号炎管の装備が省略されている。

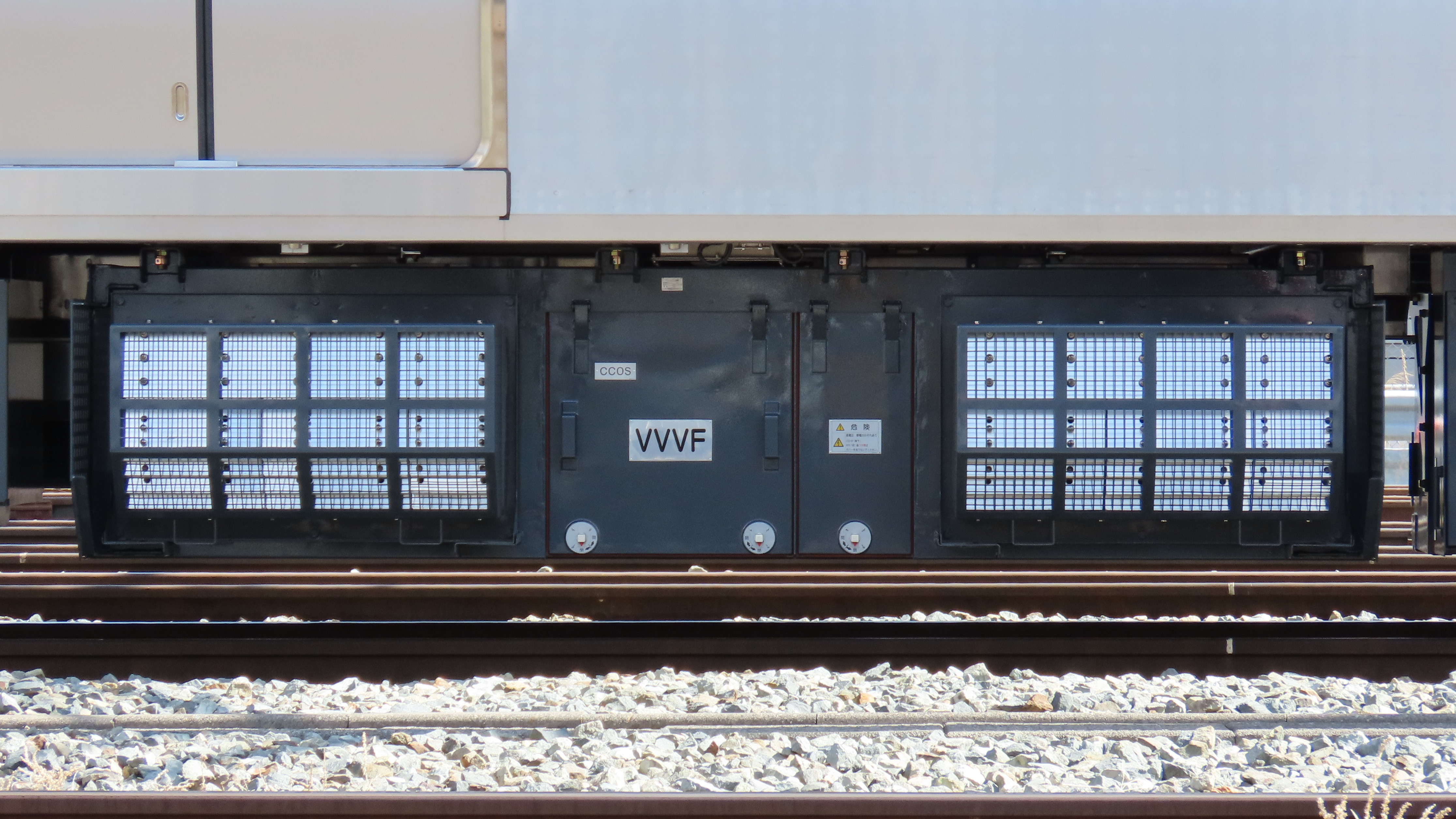
VVVFインバータ制御装置
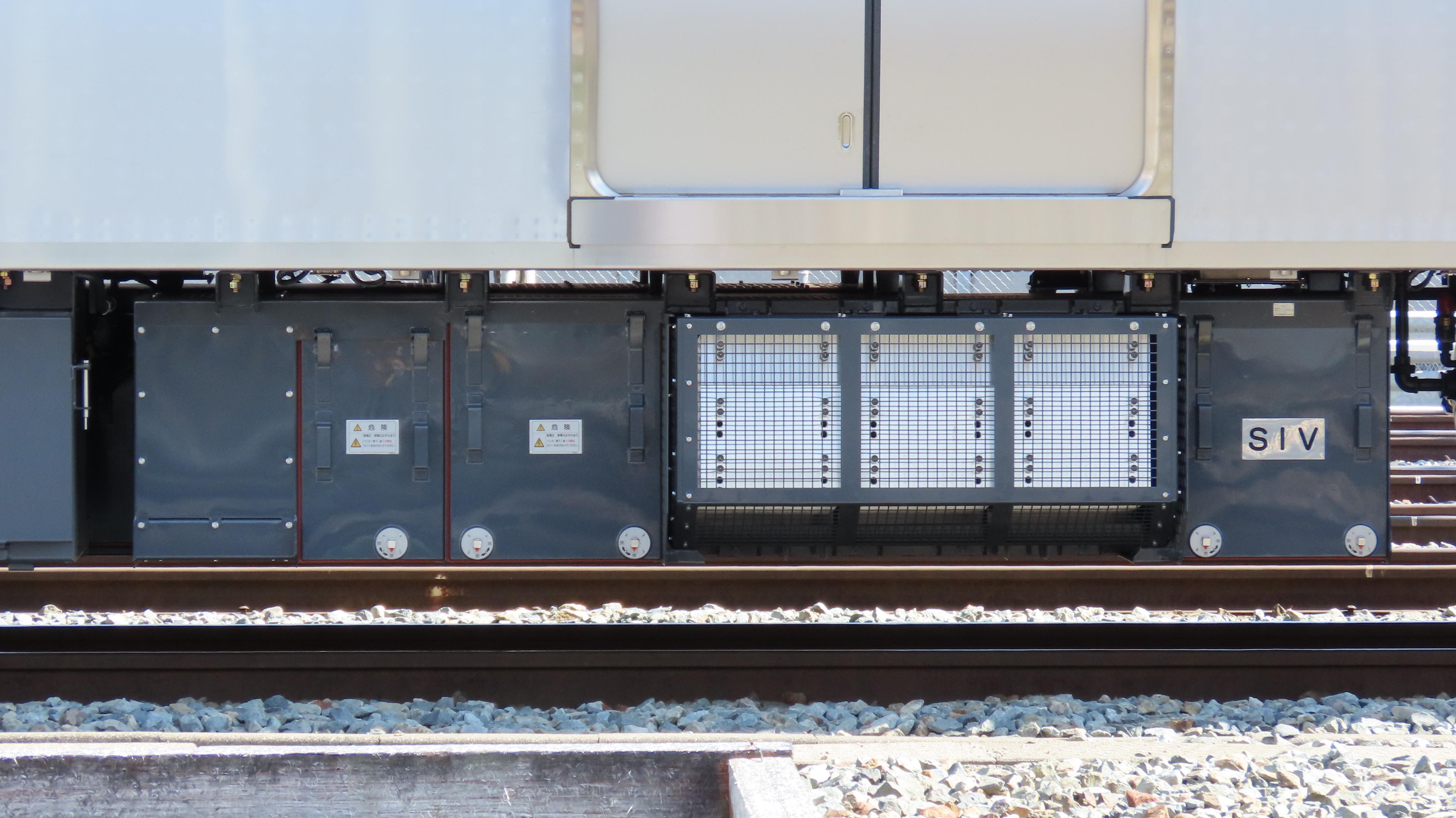
静止型インバータ補助電源装置
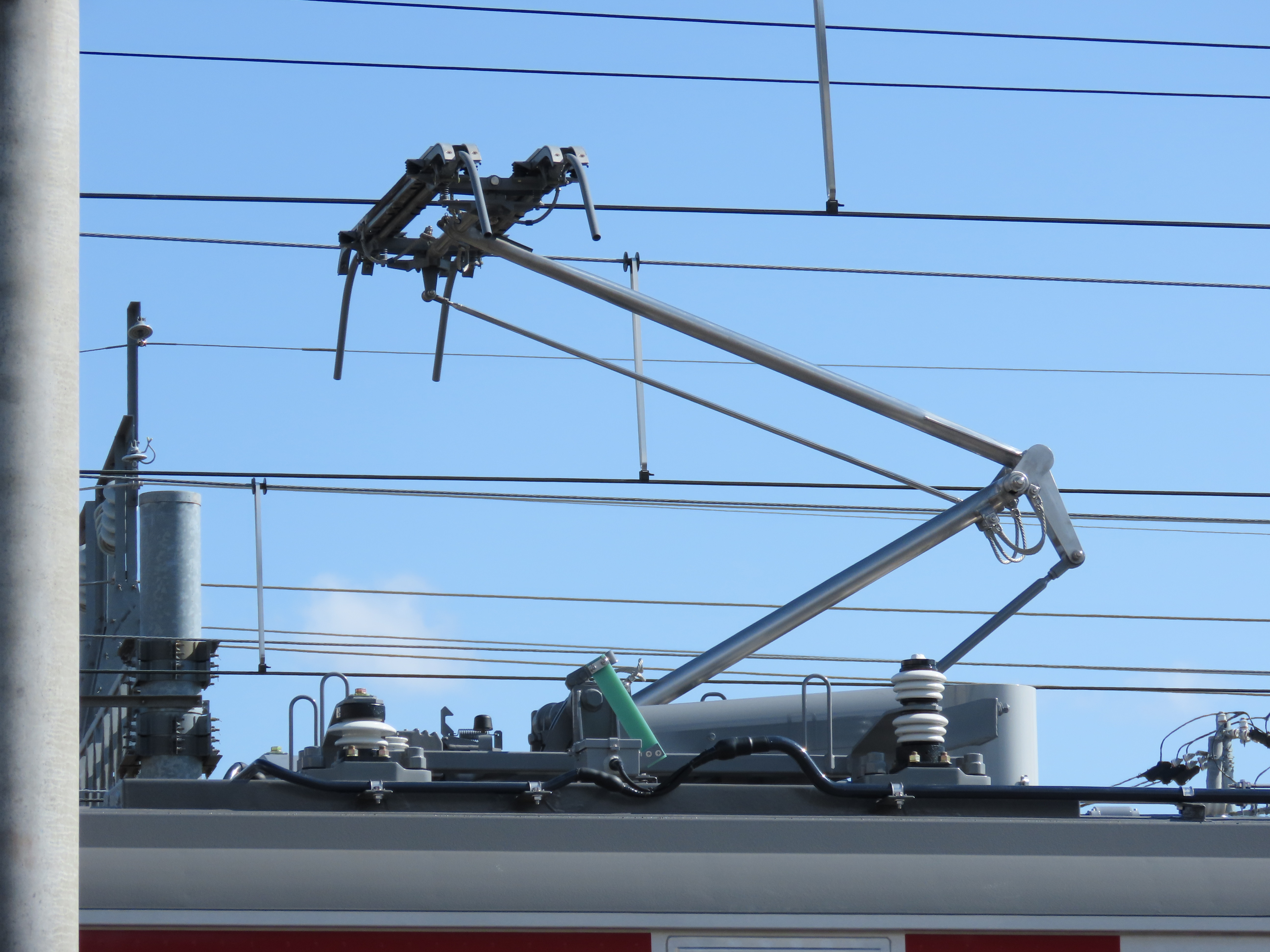
KP3732形パンタグラフ
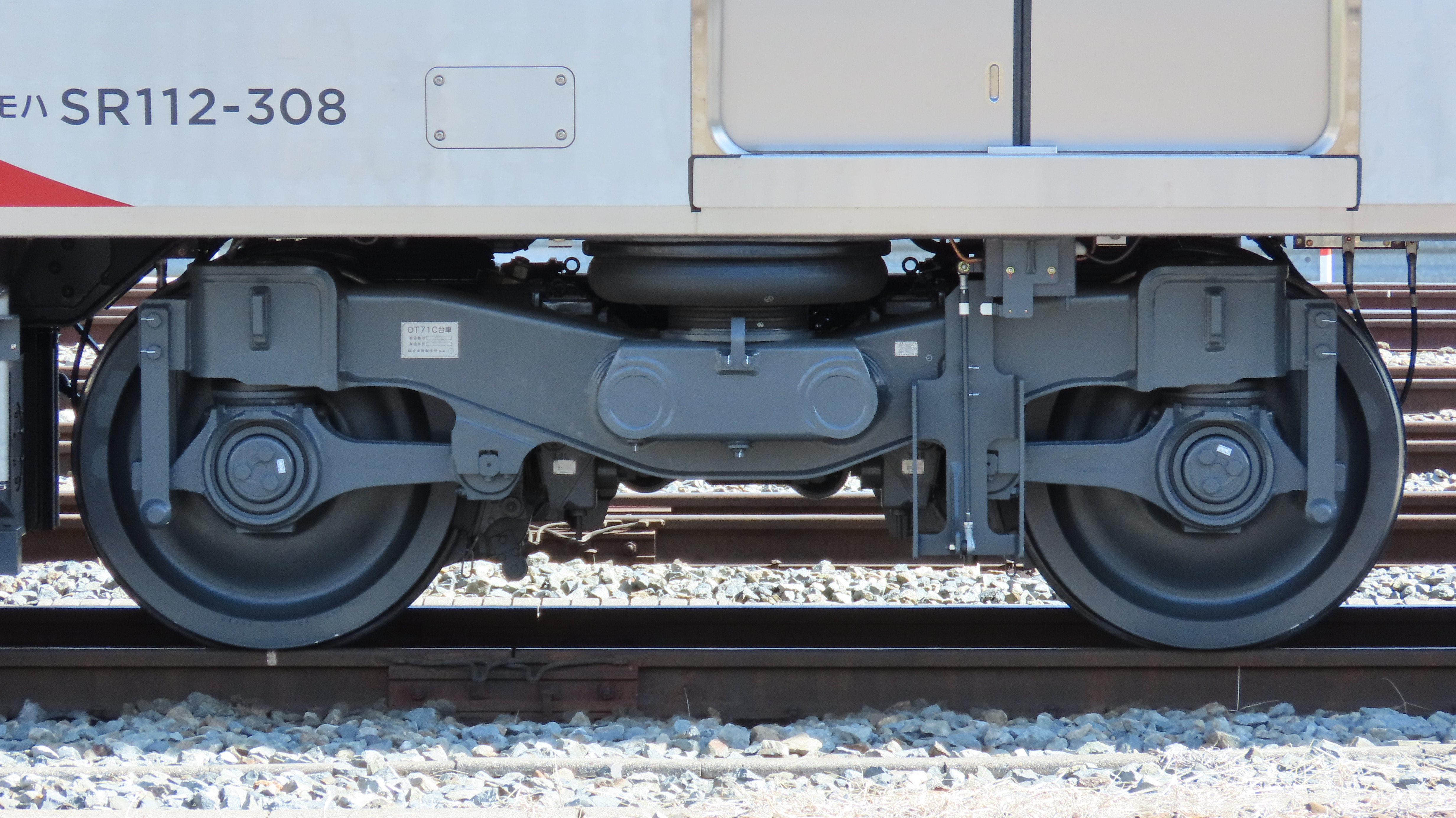
DT71C動力台車
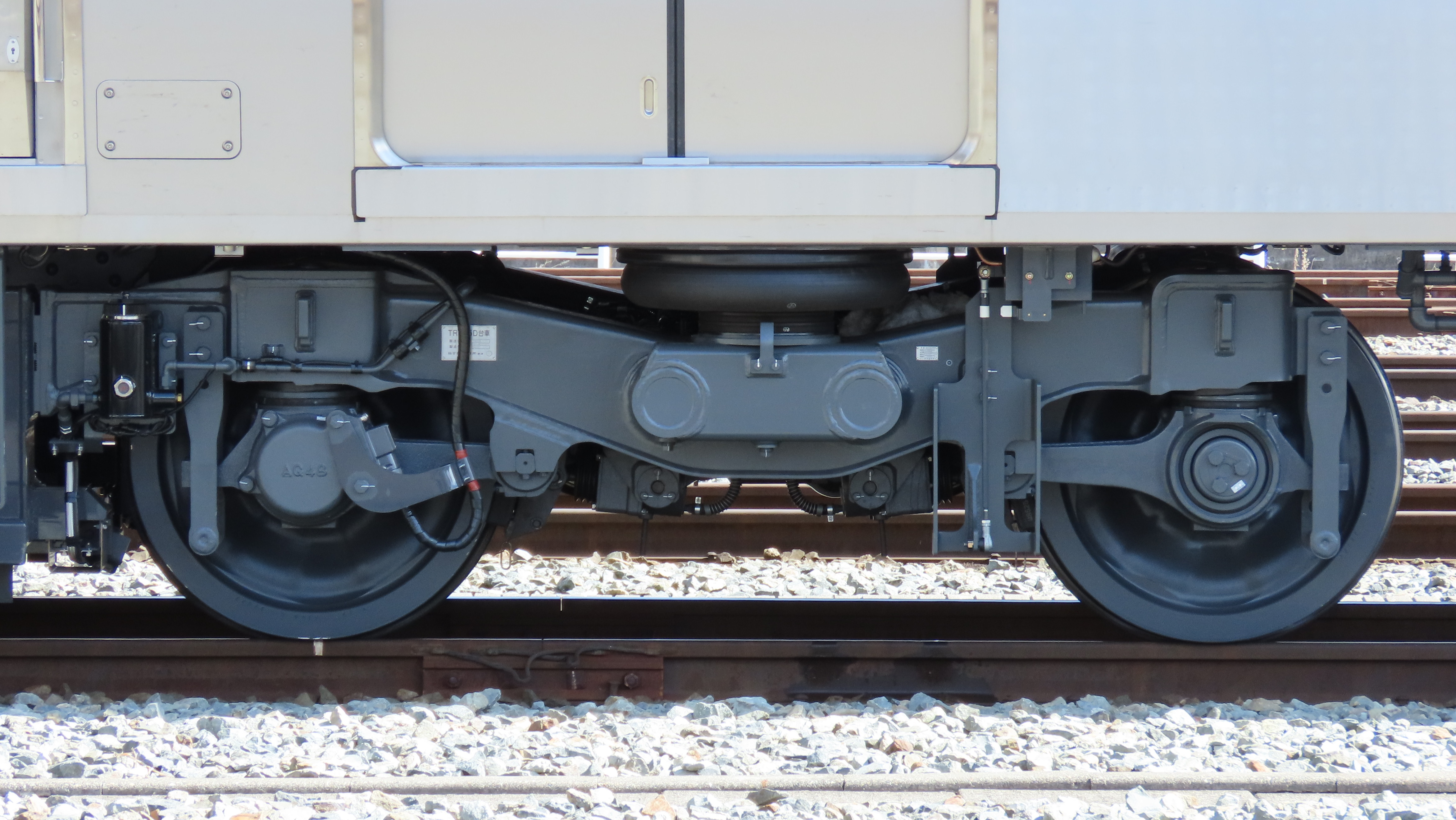
TR255D付随台車
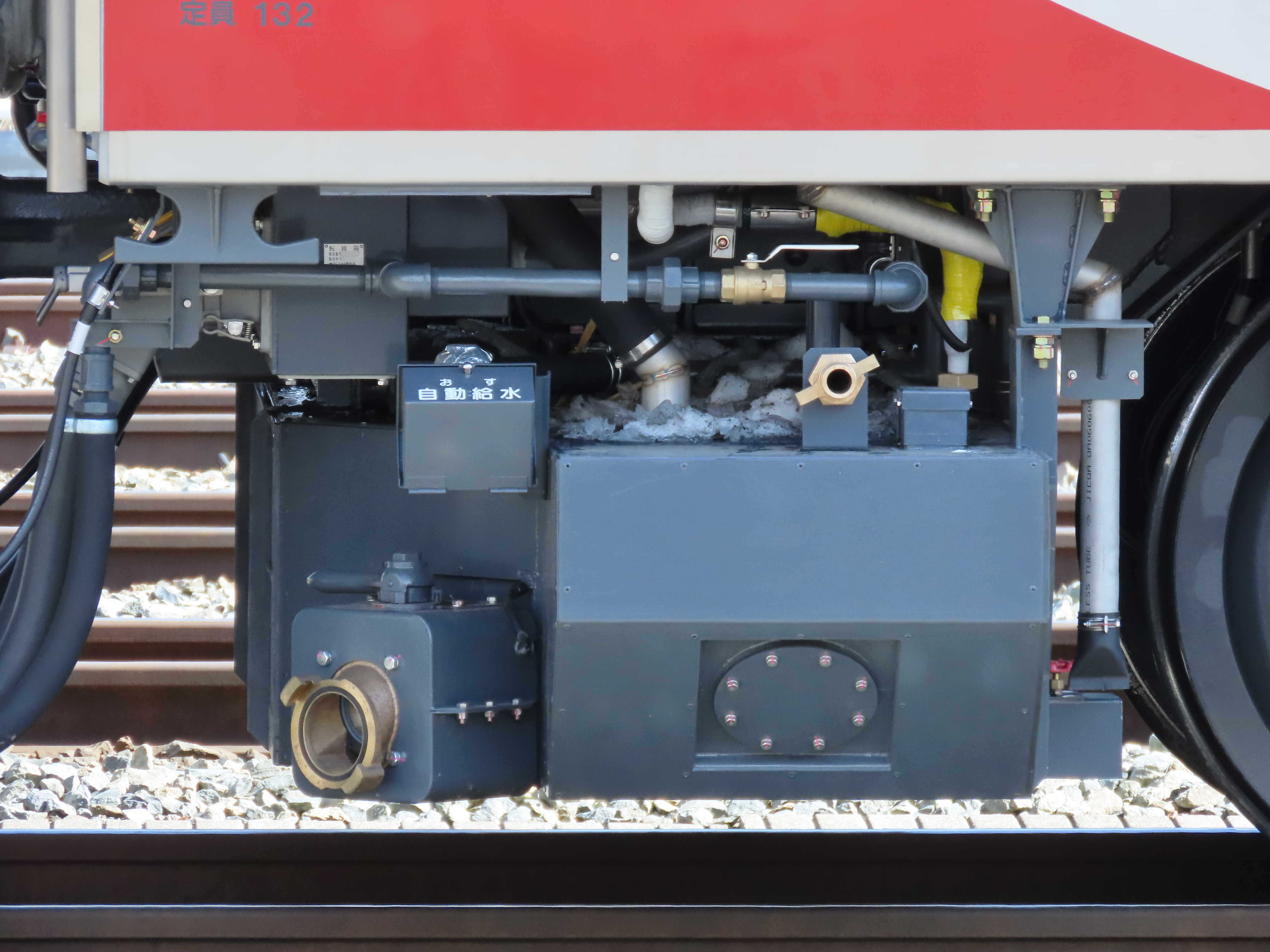
真空式汚物処理装置
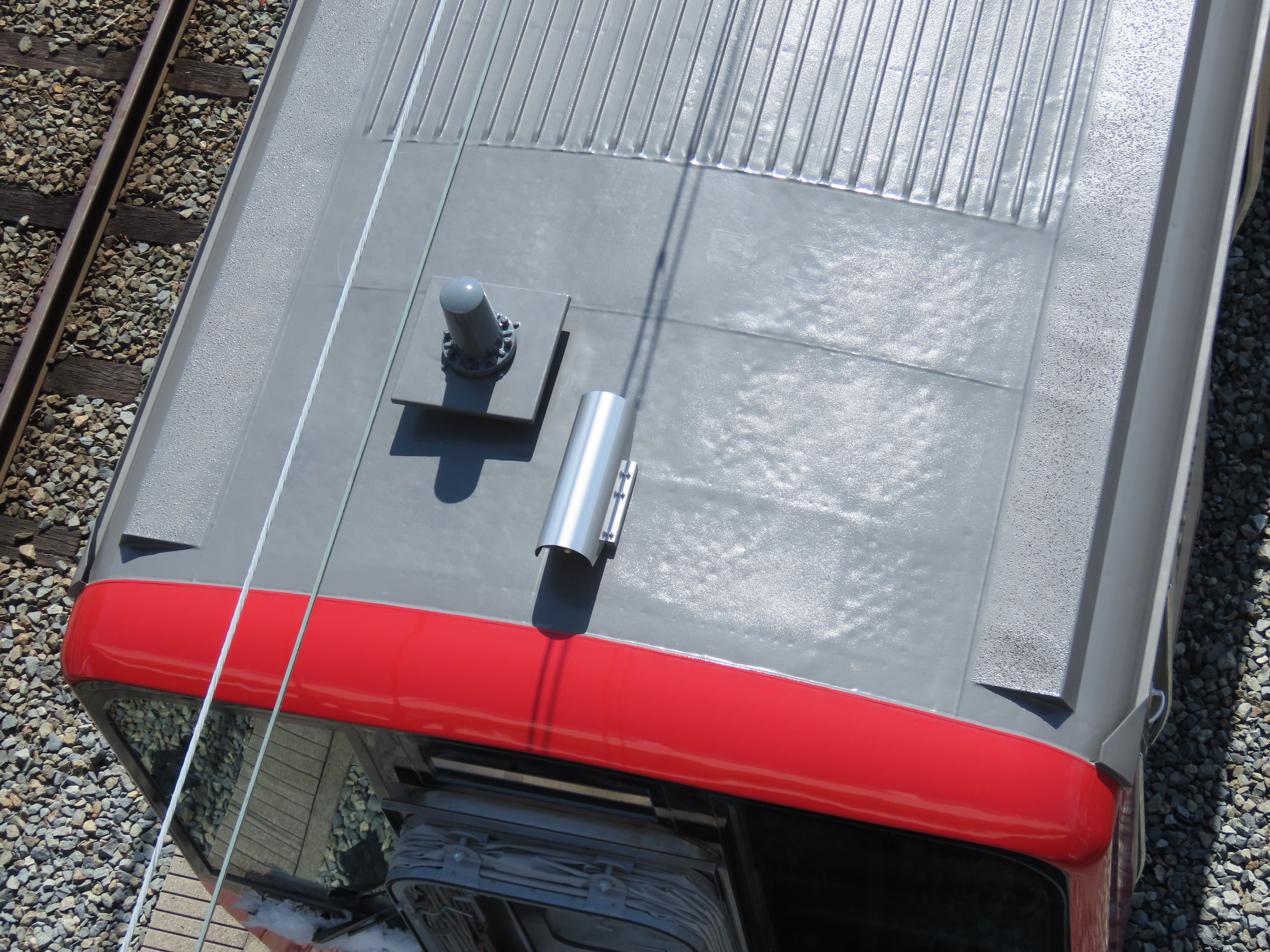
信号炎管の装備が省略された編成の屋根上

### 内外装
「sustina」S23シリーズの軽量ステンレス3扉車で、旅客用の半自動ドアボタンが車内外ドア横に設けられている。
運転台モニタ装置は、営業運転など通常時に用いるの通常モードのほか、検査データ収集用や各種機器の設定時に用いる検修モード、主要機器の動作確認用の試験モードを備えている。
16ドットルーバー付きの高輝度フルカラーLEDによる行先表示器や、車内扉上部へ千鳥状に配置された車内案内表示器といった旅客案内装置も基本的にE129系のものを踏襲しているが、115系やE129系において扉上部に設置されている車内LCD装置の搭載は見送られている。乗務員室背面には27インチの広告用モニターが設置されている。壁はホワイトをベースとしており、一部が薄い木目調となっている。吊り革はE129系のブラックからホワイトに変更された。
長野県の県歌である「信濃の国」をアレンジした乗降促進用メロディと、オリジナルのミュージックホーンを搭載している（作曲・編曲は福嶋尚哉）。

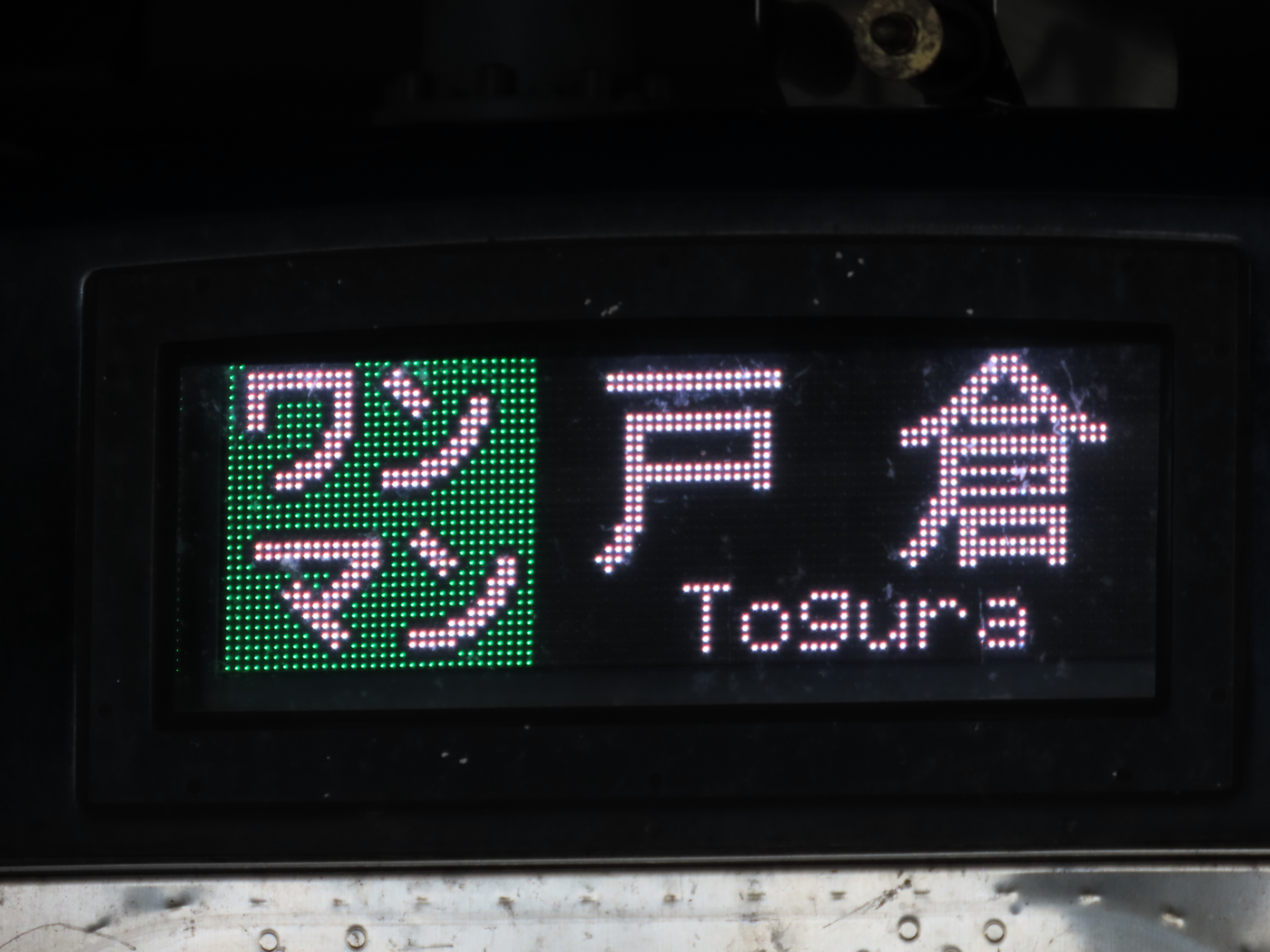
前面行先表示
側面行先表示
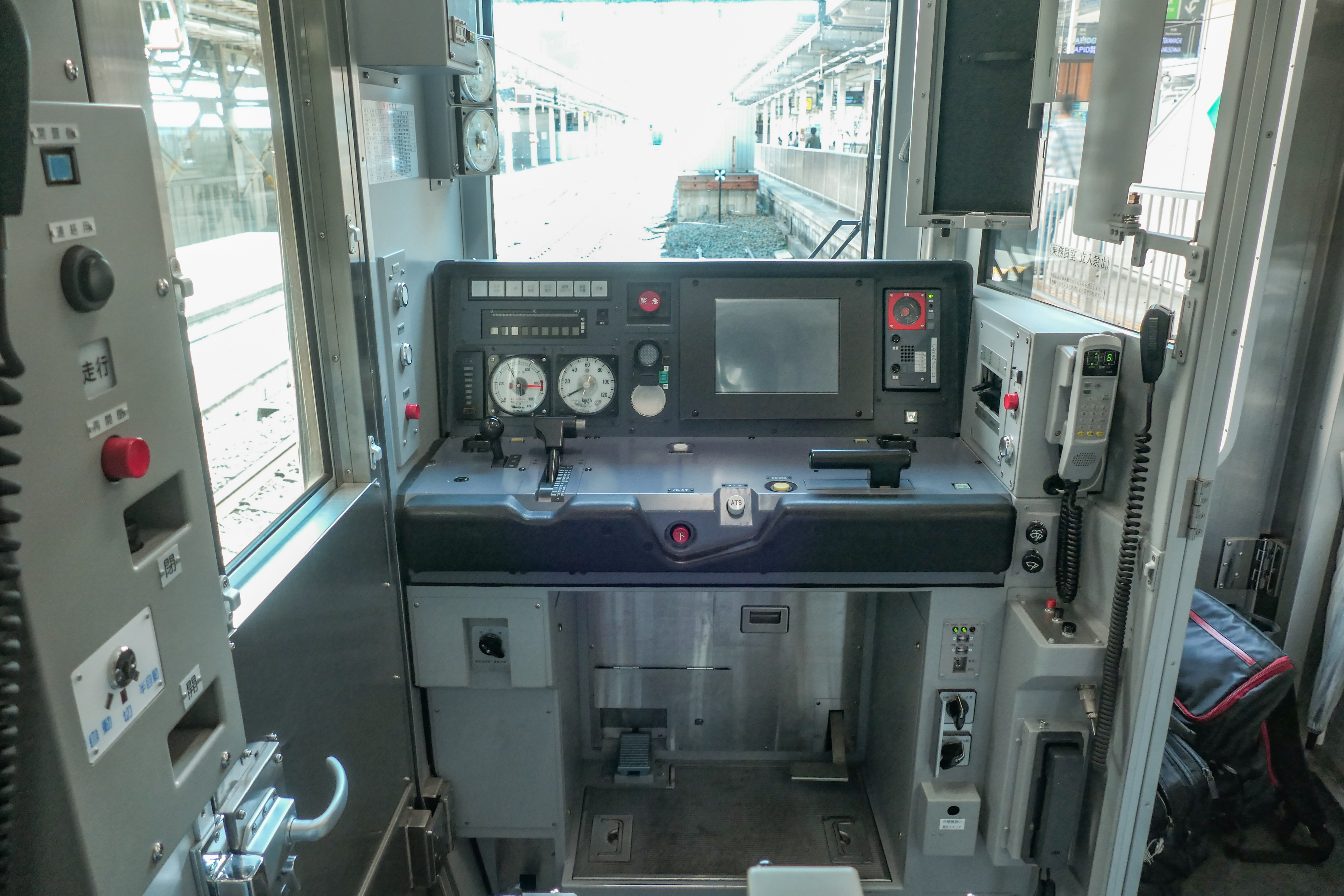
運転台
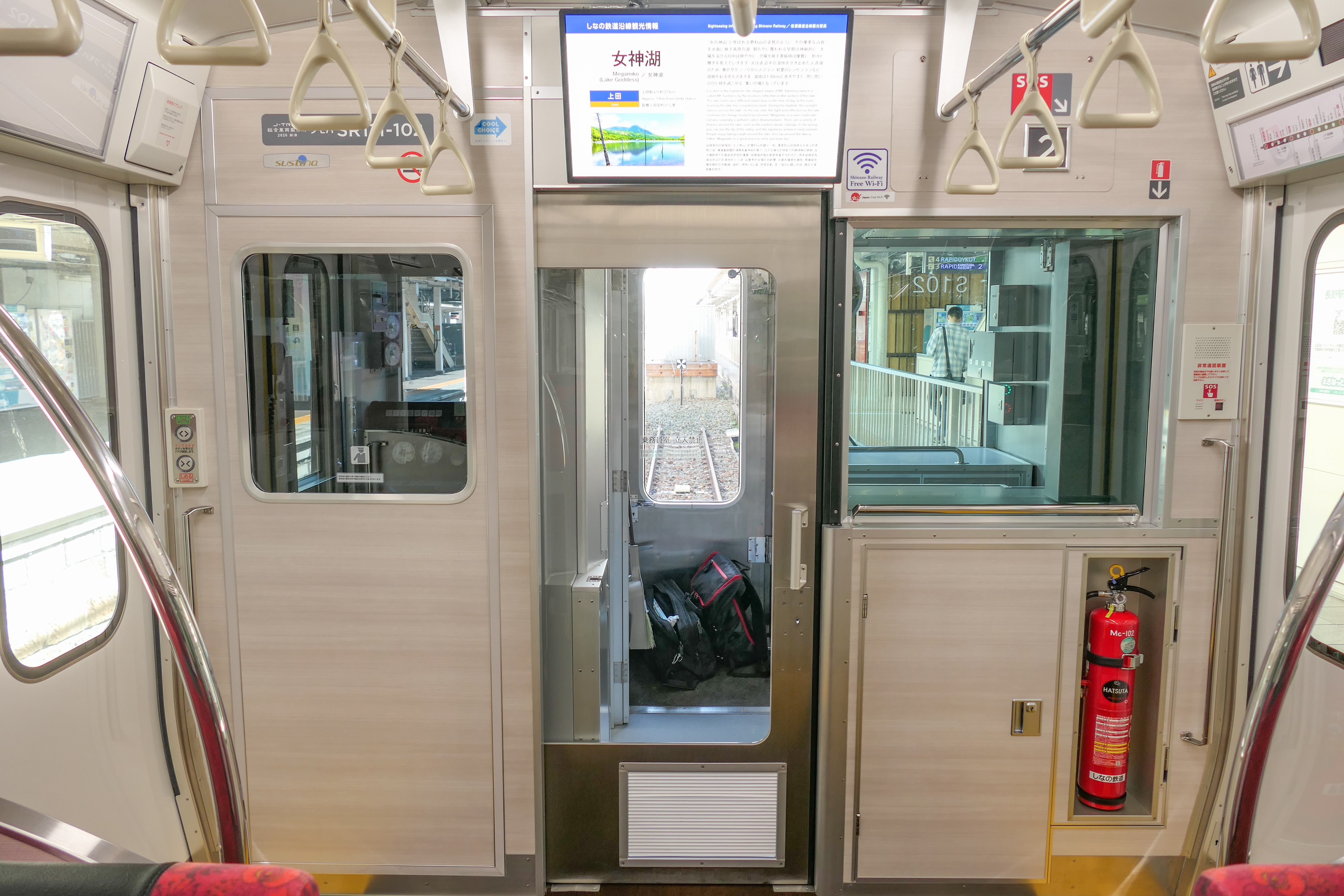
車端部（運転室側）
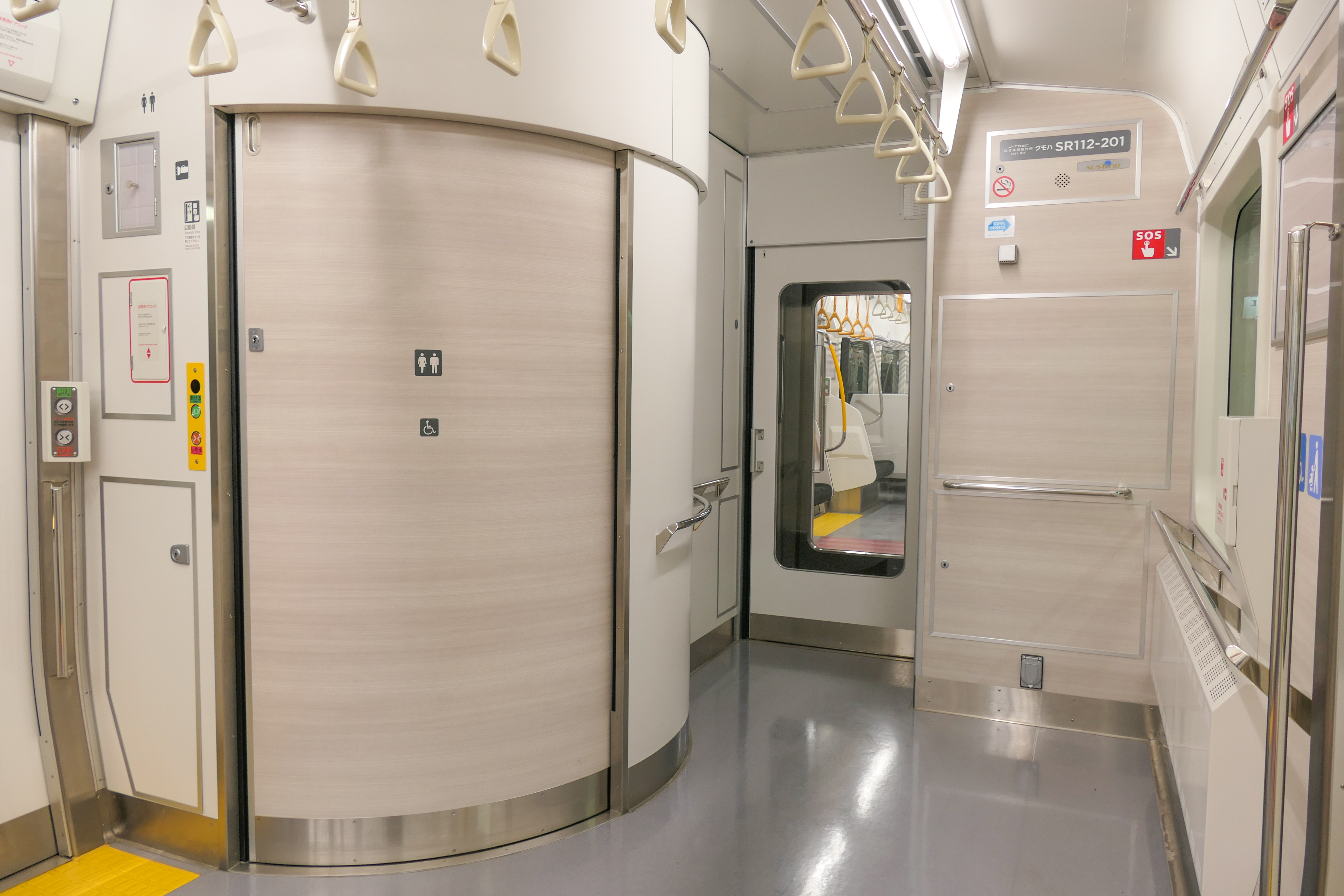
バリアフリートイレ
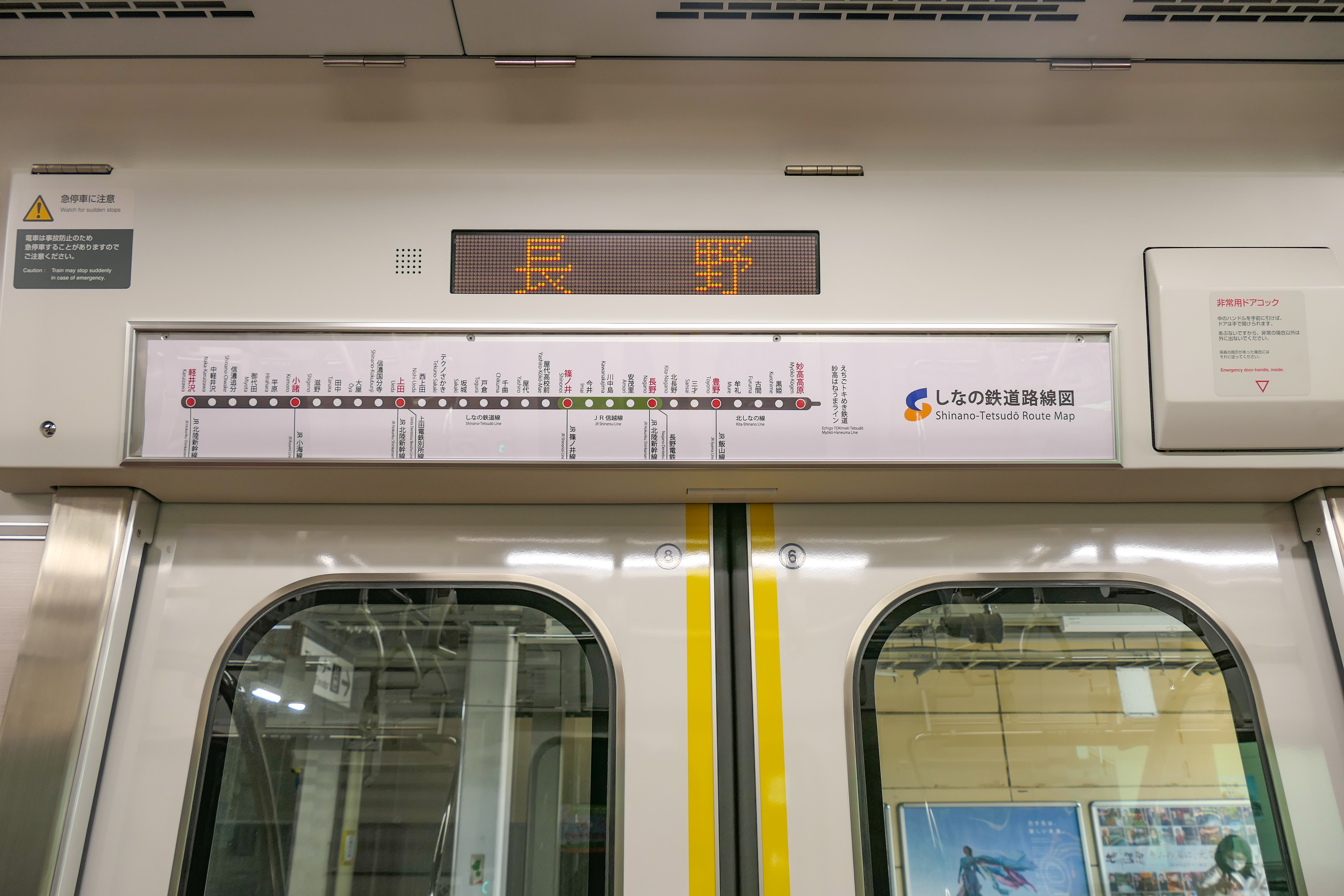
ドア上表示器
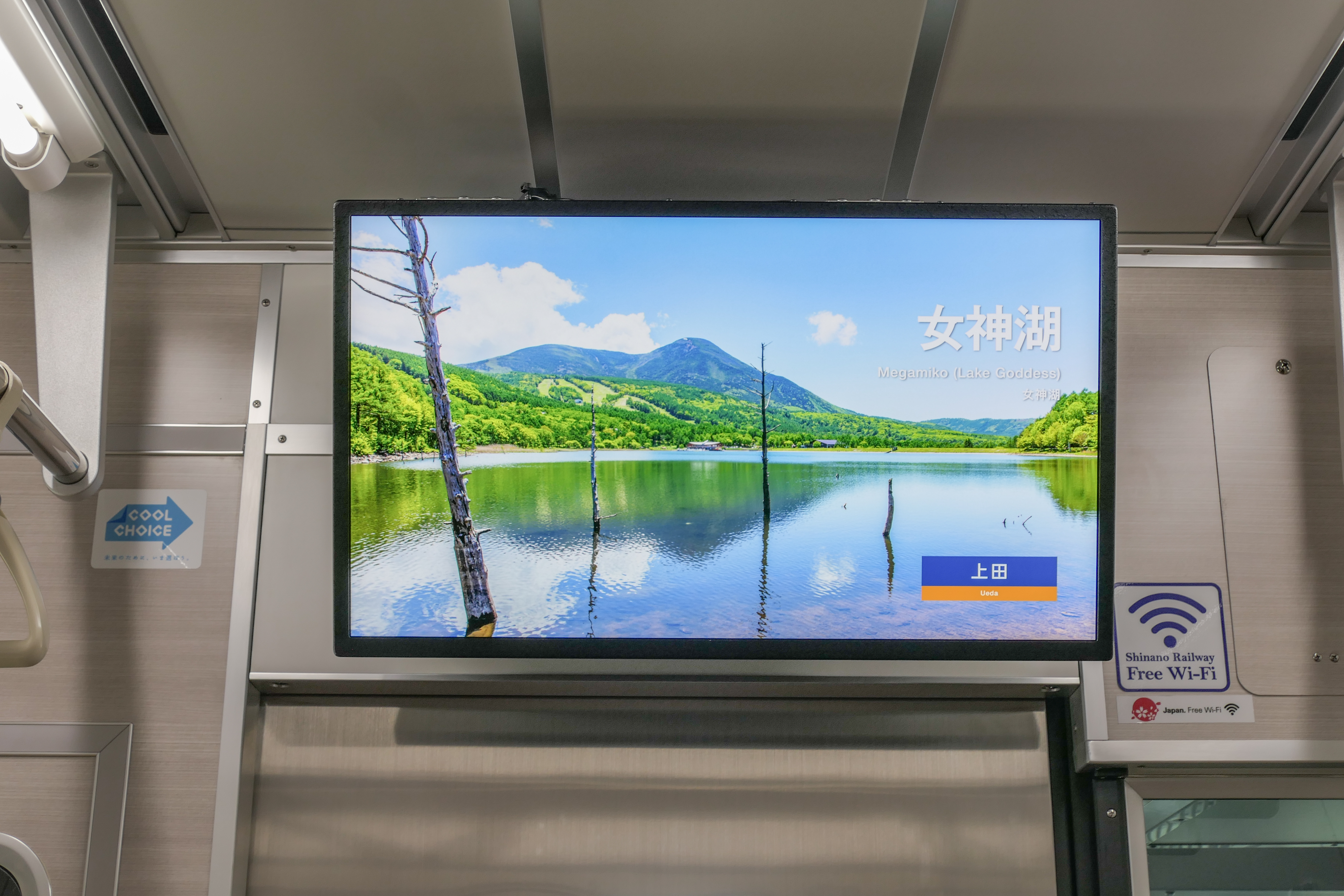
広告用モニター

## 番台別概説

### ライナー車両

#### 100番台

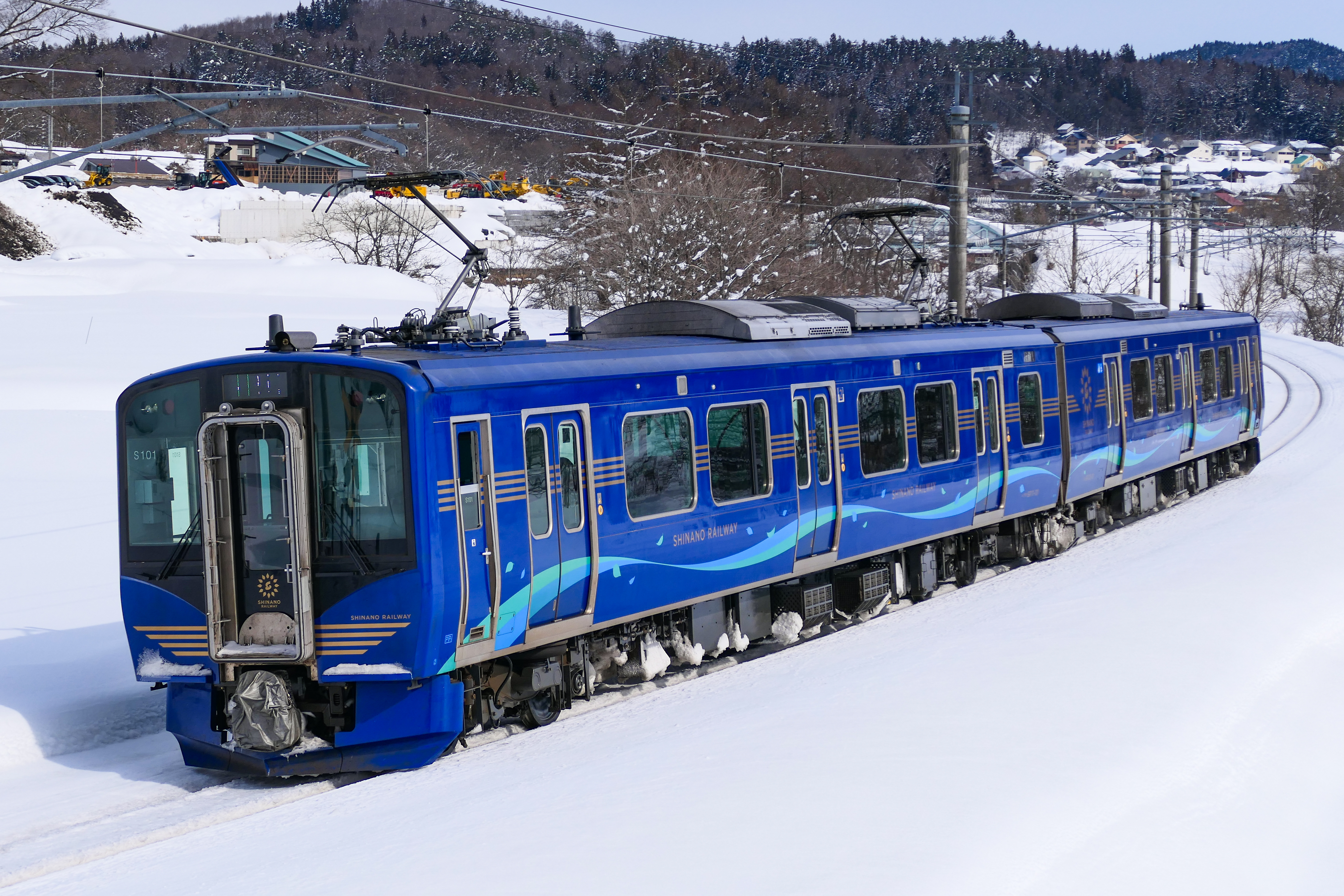
100番台S101編成
（2022年2月 古間駅 - 黒姫駅

2020年4月に3編成6両が納入された番台区分で、しなの鉄道の形式名発表では「ライナー車両」と区分されている。編成番号はS100番台で付与される。
デザインは「沿線に爽やかな新風を」をコンセプトに、長野市内に本社を置く総合広告代理店「アサヒエージェンシー」の案が採用された。外装は高原の風をイメージしたロイヤルブルーをベースとし、側面には信州の山並みと千曲川の清流をイメージした緑と水色のラインと、115系のデザインを踏襲したシャンパンゴールドの4本線が引かれている。
本番台のためのシンボルマークも制定され、しなの鉄道のロゴを沿線の11市町と長野県を象徴した12枚のリーフが取り囲んだものとされた（金単色のゴールドバージョンとカラーバージョンの二種類があり、カラーバージョンでは信州の四季の移り変わりを表現している）。
各車両天井部にフリーWi-Fi装置を搭載し、同車を使用する全ての列車においてフリーWi-Fiサービスを提供している。なお、フリーWi-Fiと後述する設備は本番台のみの特別装備である。

##### 編成表
|              | ← 妙高高原軽井沢 →    |                        |
|              | ＞                    |                        |
| 形式         | クモハSR111 -100 (Mc) | クモハSR112 -100 (M'c) |
| 搭載機器     | VVVF                  | SIV・CP                |
| 定員         | 116（42）             | 113（38）              |
| 車両重量 (t) | 39.2                  | 38.3                   |

- ＞：シングルアームパンタグラフ
- VVVF：VVVFインバータ装置
- CP：空気圧縮機
- SIV：補助電源装置（静止型インバータ）

※定員欄（）内は座席定員

##### 内装
ライナー列車のほか間合いの普通列車での運用も考慮し、すべての座席がデュアルシートで構成される。クロスシート時は座席が転換可能で、座席背面には電源コンセントとカップホルダーが設けられている（ロングシート時は使用不可）。シートは転換可能だが、「軽井沢リゾート号」では軽食付きプランのために一部座席を向かい合わせに固定したうえで進行方向反対側の座席にテーブルを設置する形をとっているため、当該プランでは座席転換はできない。

座席は赤を基調とし、沿線の特産品であるリンゴをデザインしている。床は落ち着いた木目調のブラウンとした。

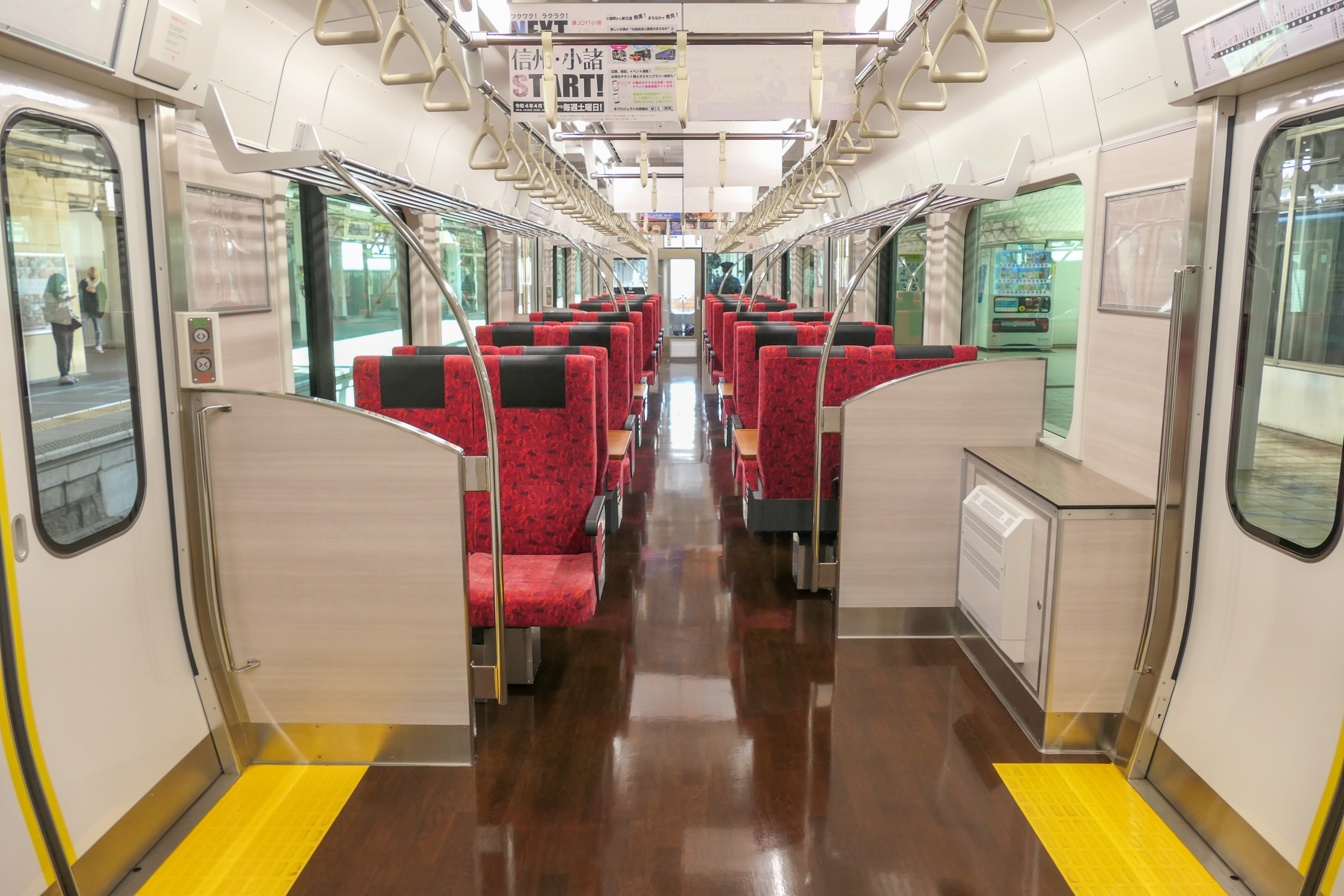
車内（クロスモード）
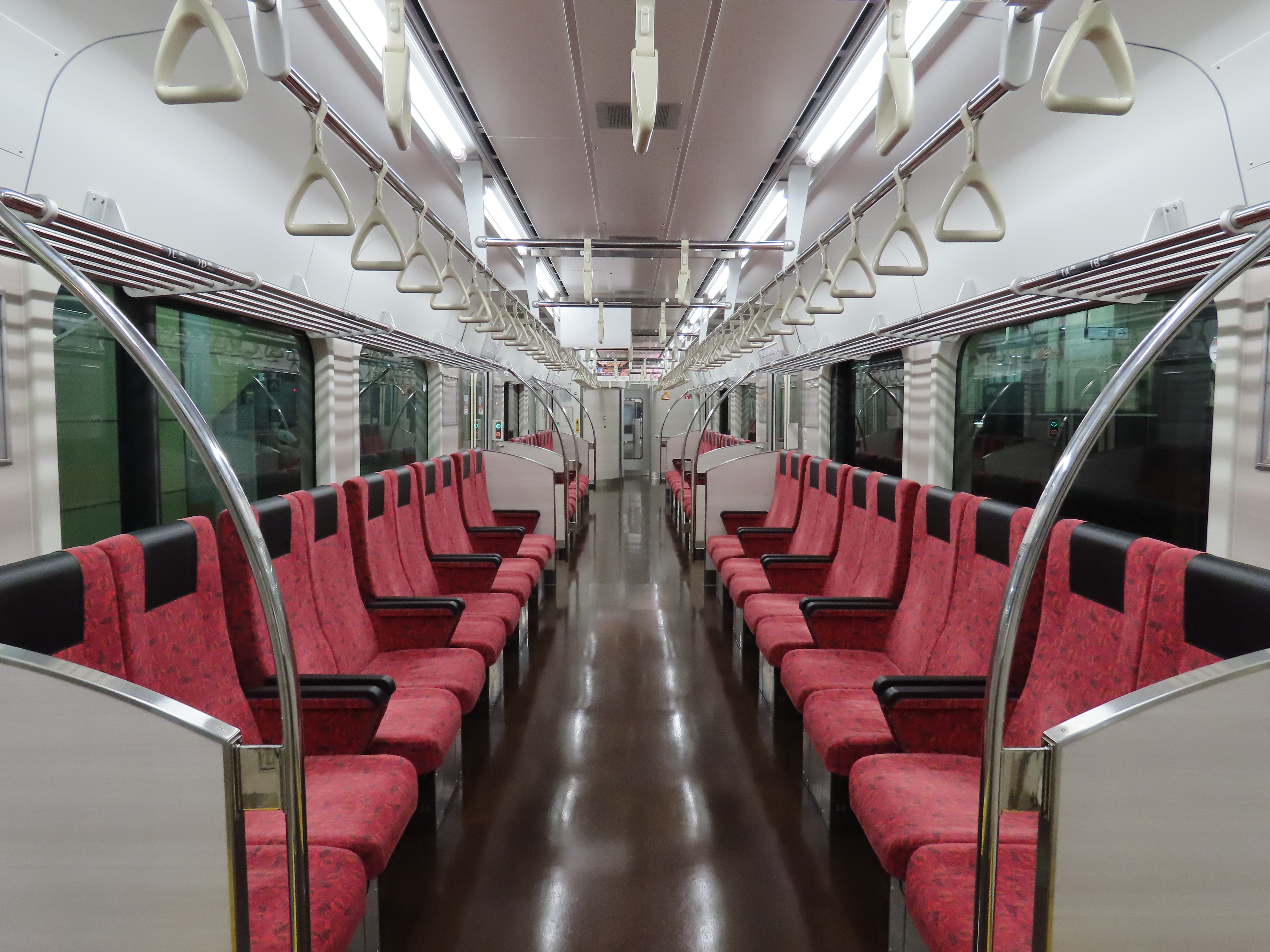
車内（ロングモード）
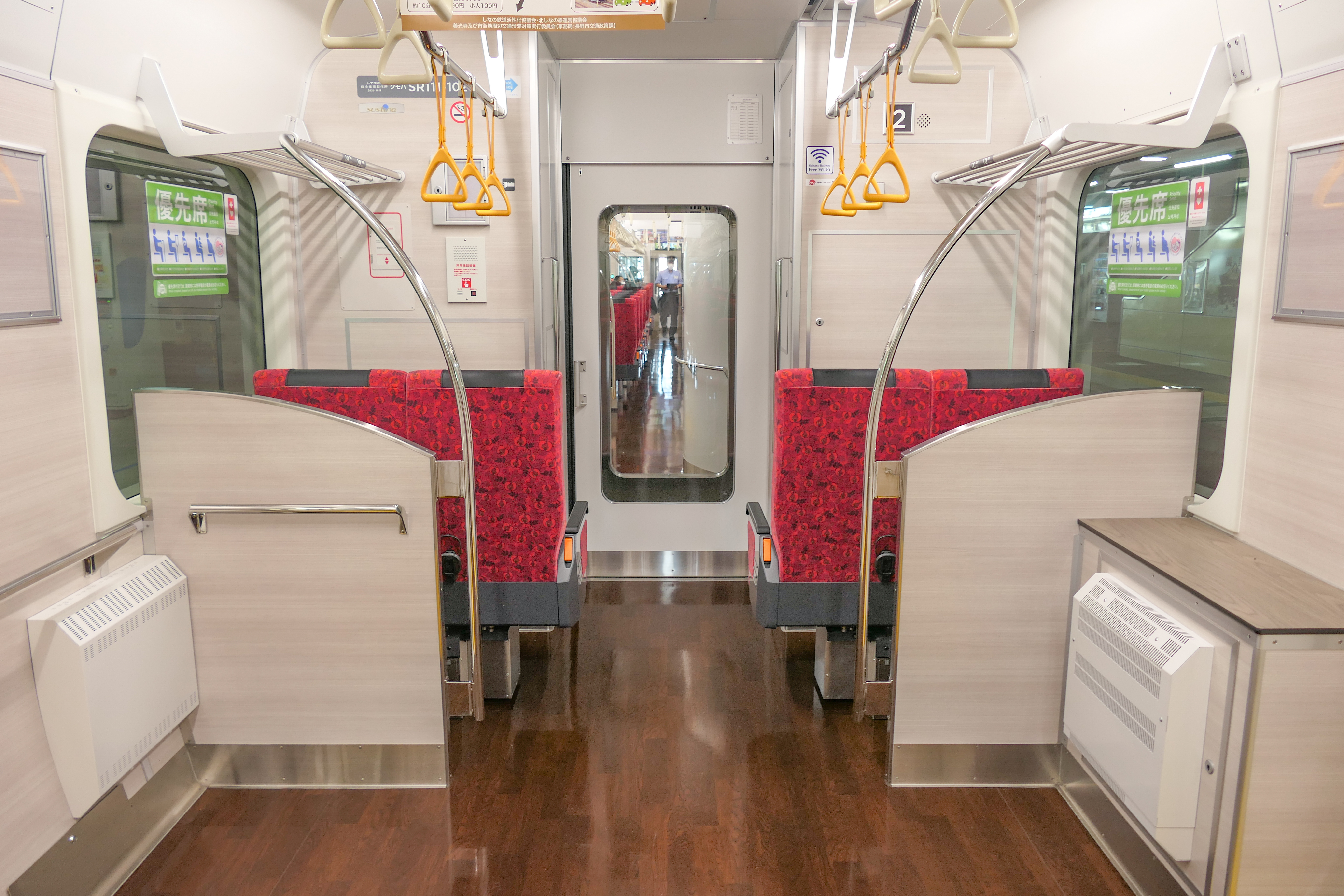
優先席
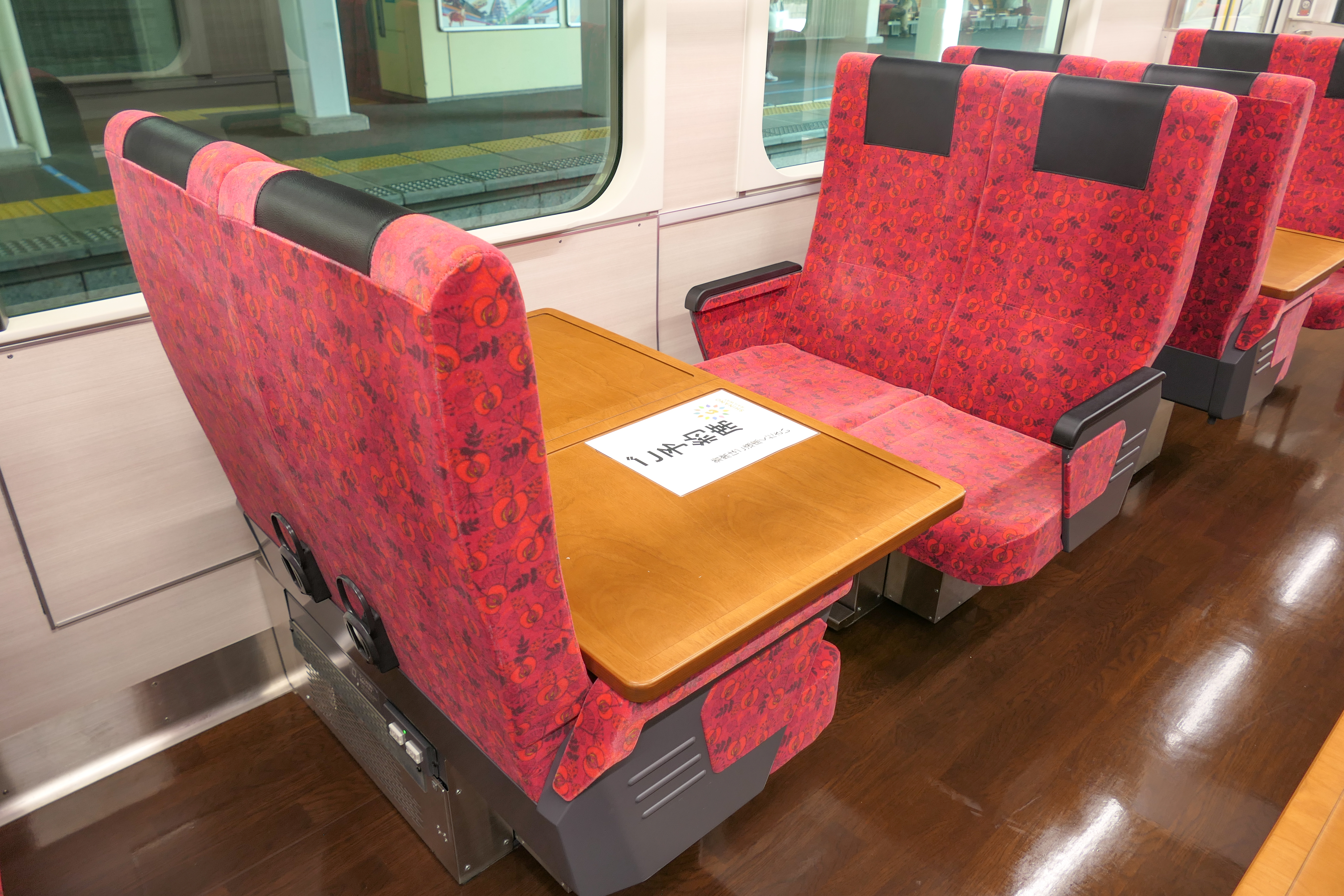
軽食付きプラン用テーブル席
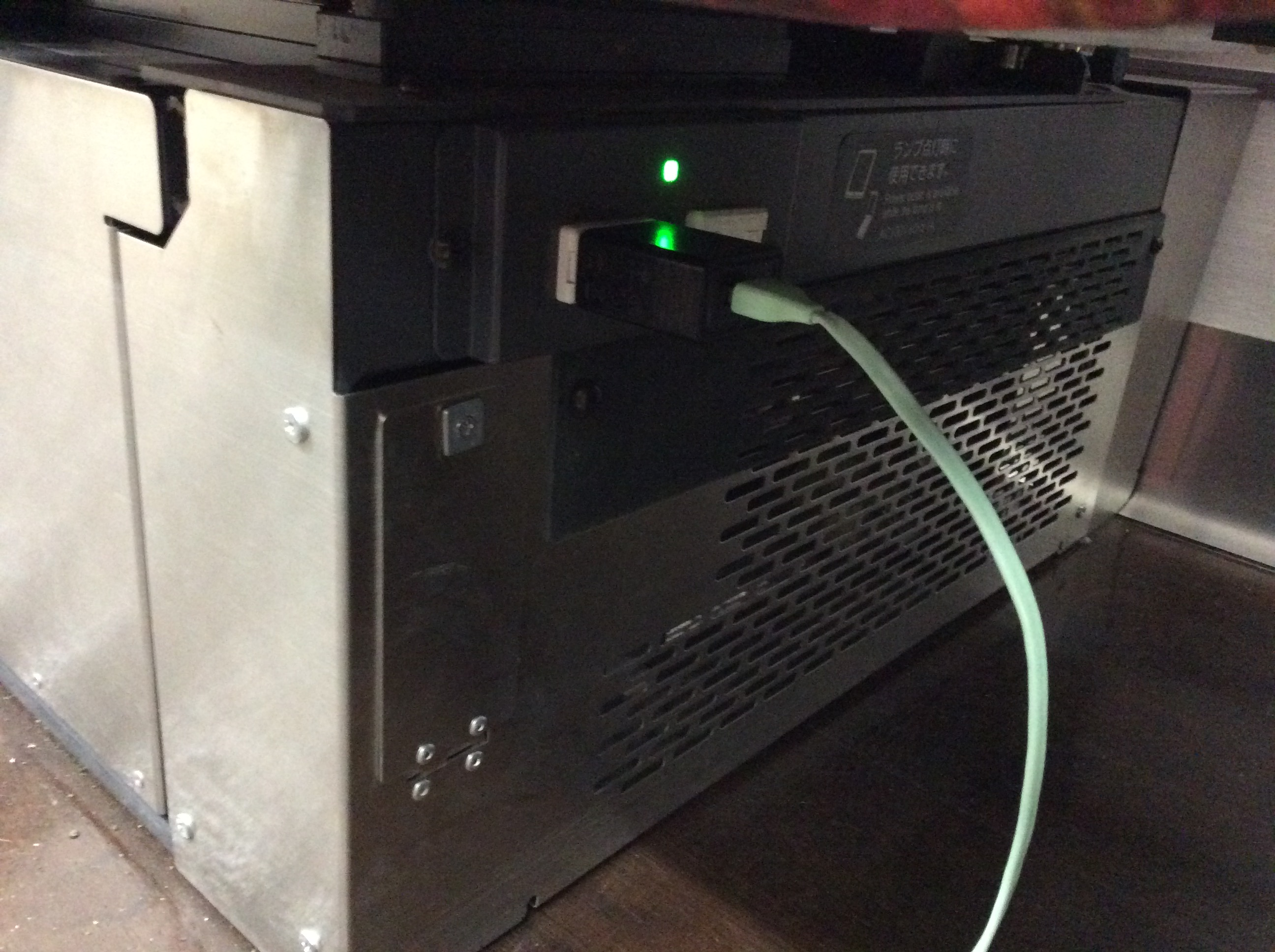
コンセント

### 一般車両

#### 200番台

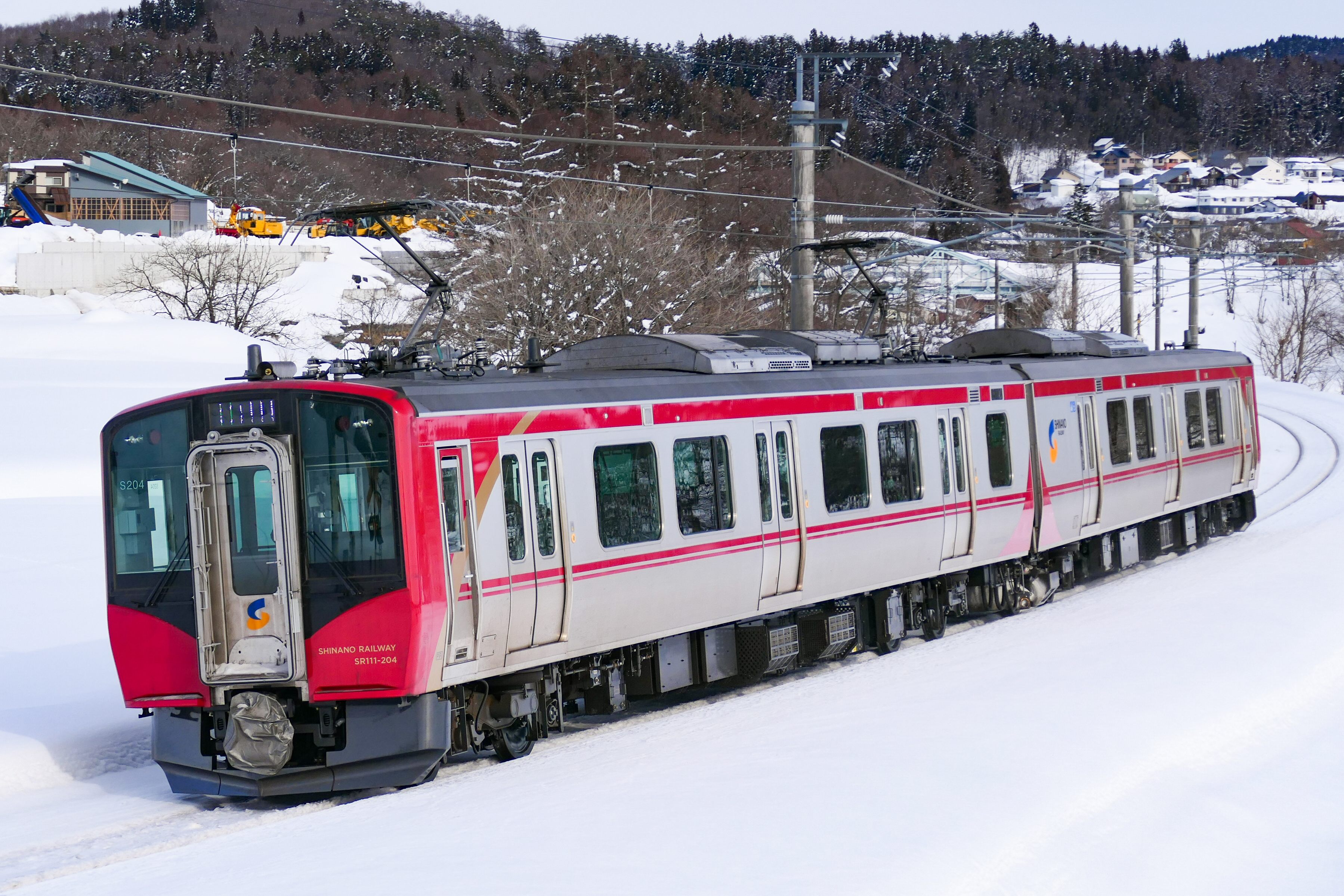
200番台S204編成
（2022年2月 古間駅 - 黒姫駅間）

2021年1月および2月に4編成8両が納入された番台区分で、しなの鉄道の形式名発表では「一般車両」と区分されている。編成番号はS200番台で付与されている。
デザインは長野市内に本社を置く印刷会社「カシヨ」の案が採用された。外装はしなの鉄道のコーポレートカラーでもある「情熱」と「温かさ」を表現した赤をベースとしており、側面の乗務員室側には「地域の未来へ挑戦していく姿勢」を表現した金色のラインが配されている。両端の塗色は曲線的にすることで、利用客や地域を包み込む「やさしさ」を表現している。また、腰部には沿線地域を一つに「つなぐ」・「力をあわせる」ことを表現した赤の二本線が引かれている。

#### 300番台

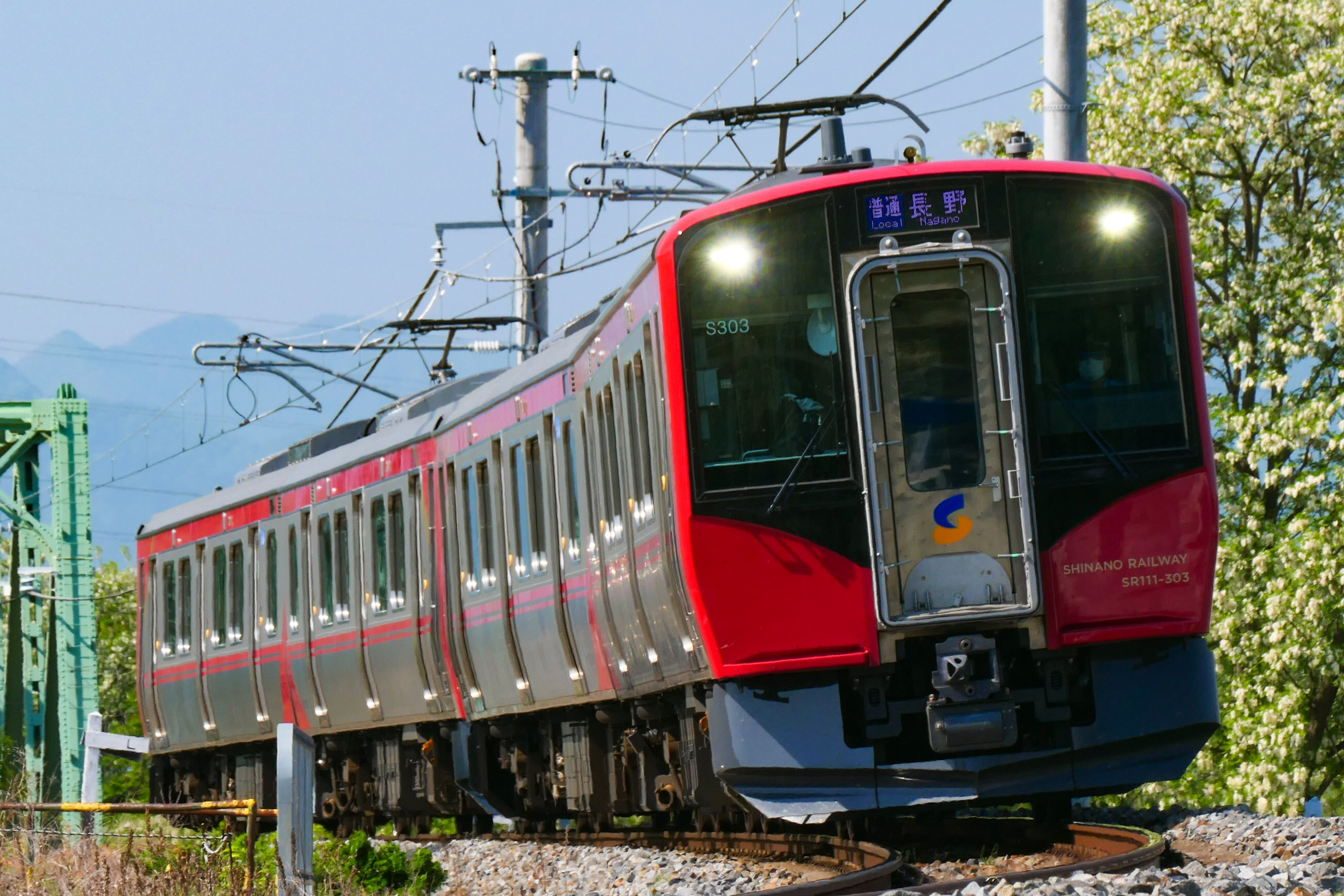
300番台S303編成
（2022年5月 川中島 - 安茂里間）

2021年11月に3編成6両が納入されたことにより登場した番台区分で、編成番号はS300番台で付与されている。内外装とも200番台とほぼ同一であるが、200番台に装備されている霜取り用パンタグラフが当番台では省略されている。

##### 編成表
|              | ← 妙高高原軽井沢 →              |                             |
|              | （＞）＞                        |                             |
| 形式         | クモハSR111 -200・300 (Mc)      | クモハSR112 -200・300 (M'c) |
| 搭載機器     | VVVF                            | SIV・CP                     |
| 定員         | 138                             | 132                         |
| 車両重量 (t) | 37.6（200番台） 37.1（300番台） | 37.0                        |

- ＞：シングルアームパンタグラフ
- （＞）：霜取り用パンタグラフ（200番台のみ搭載）
- VVVF：VVVFインバータ装置
- CP：空気圧縮機
- SIV：補助電源装置（静止型インバータ）

##### 内装
座席配置および座席形状はE129系と同様であり、前位側をロングシート、後位側をセミクロスシートとしている。座席背面は赤とネイビーとし、座面は濃いグレーとした。

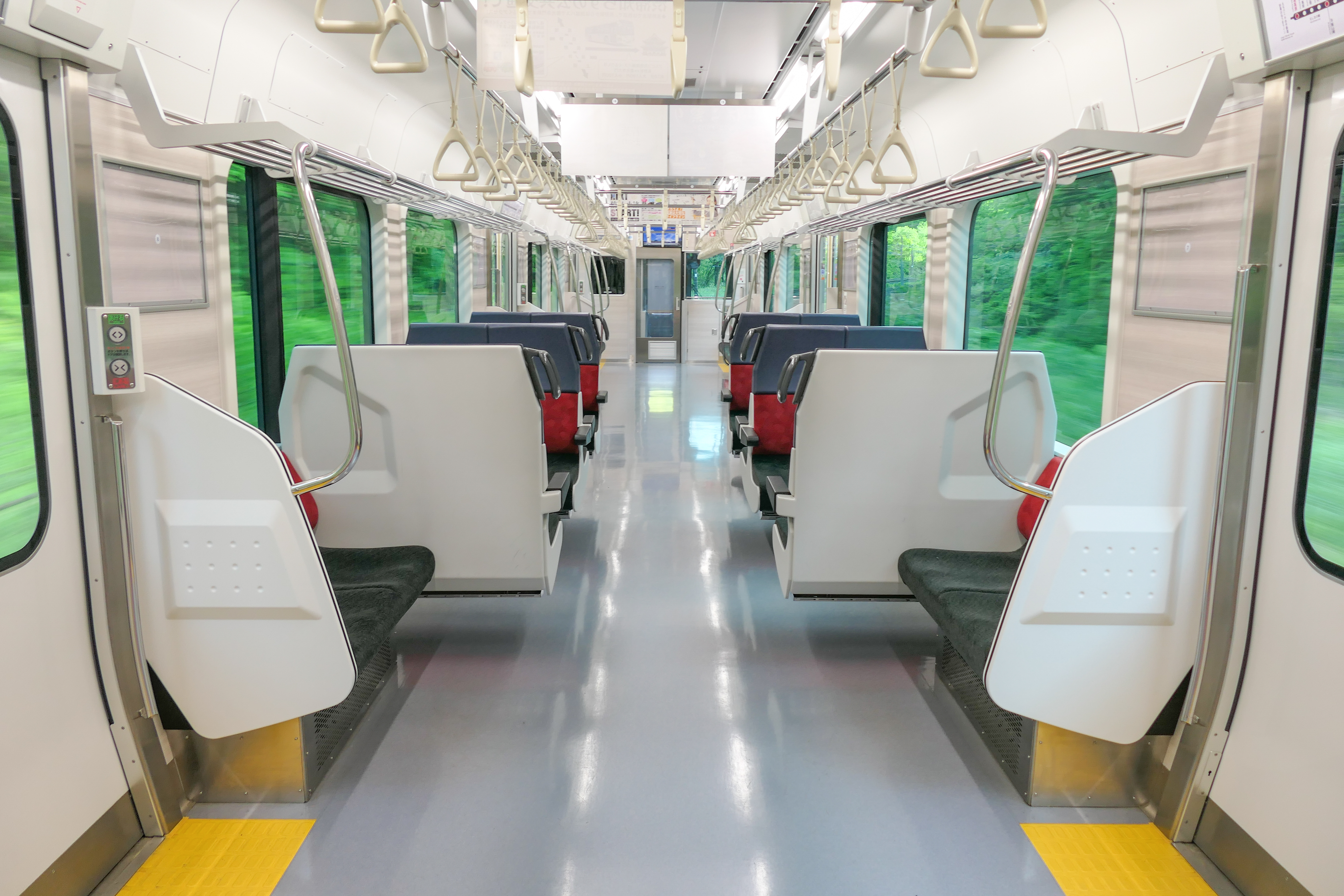
クロスシート全景
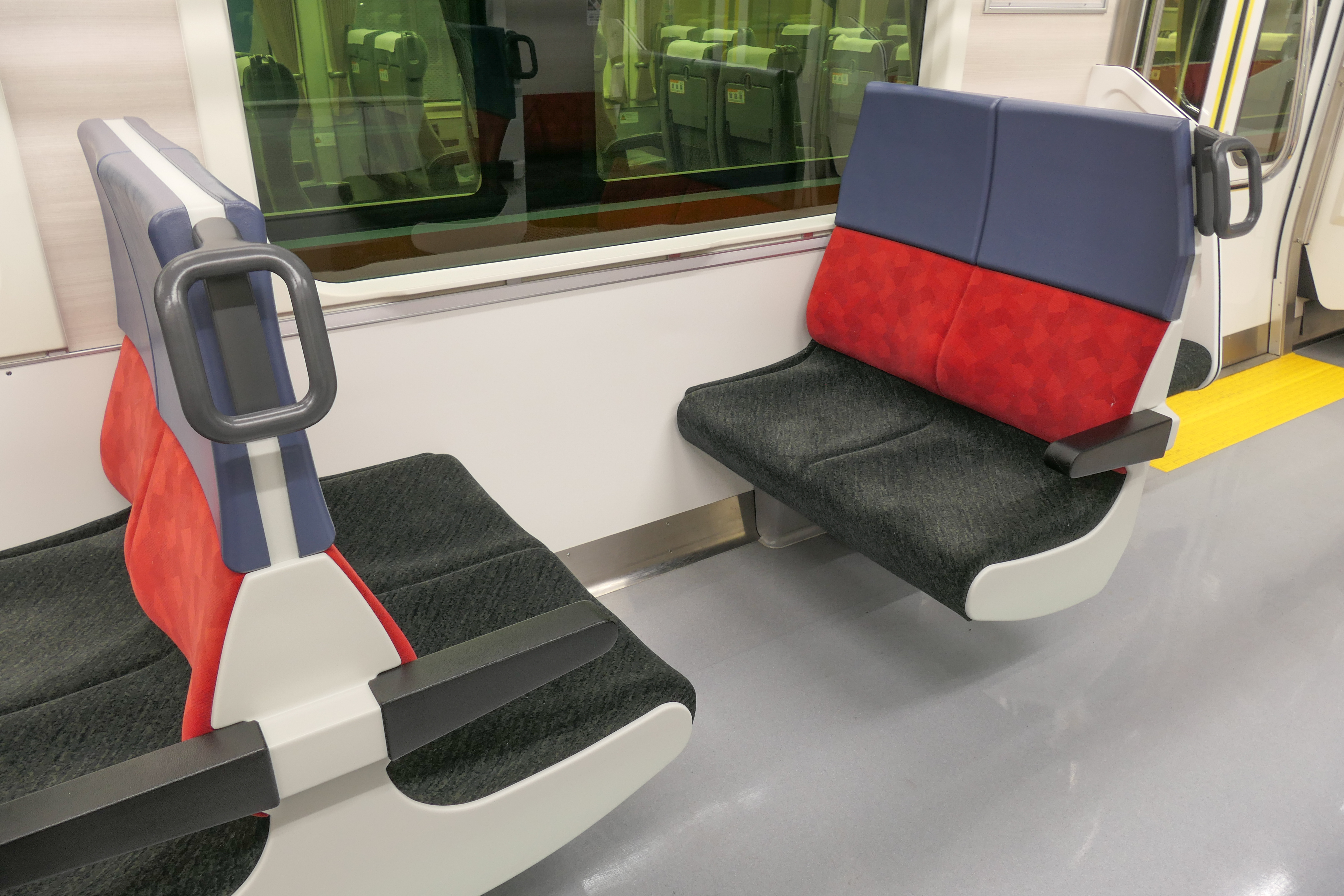
クロスシート
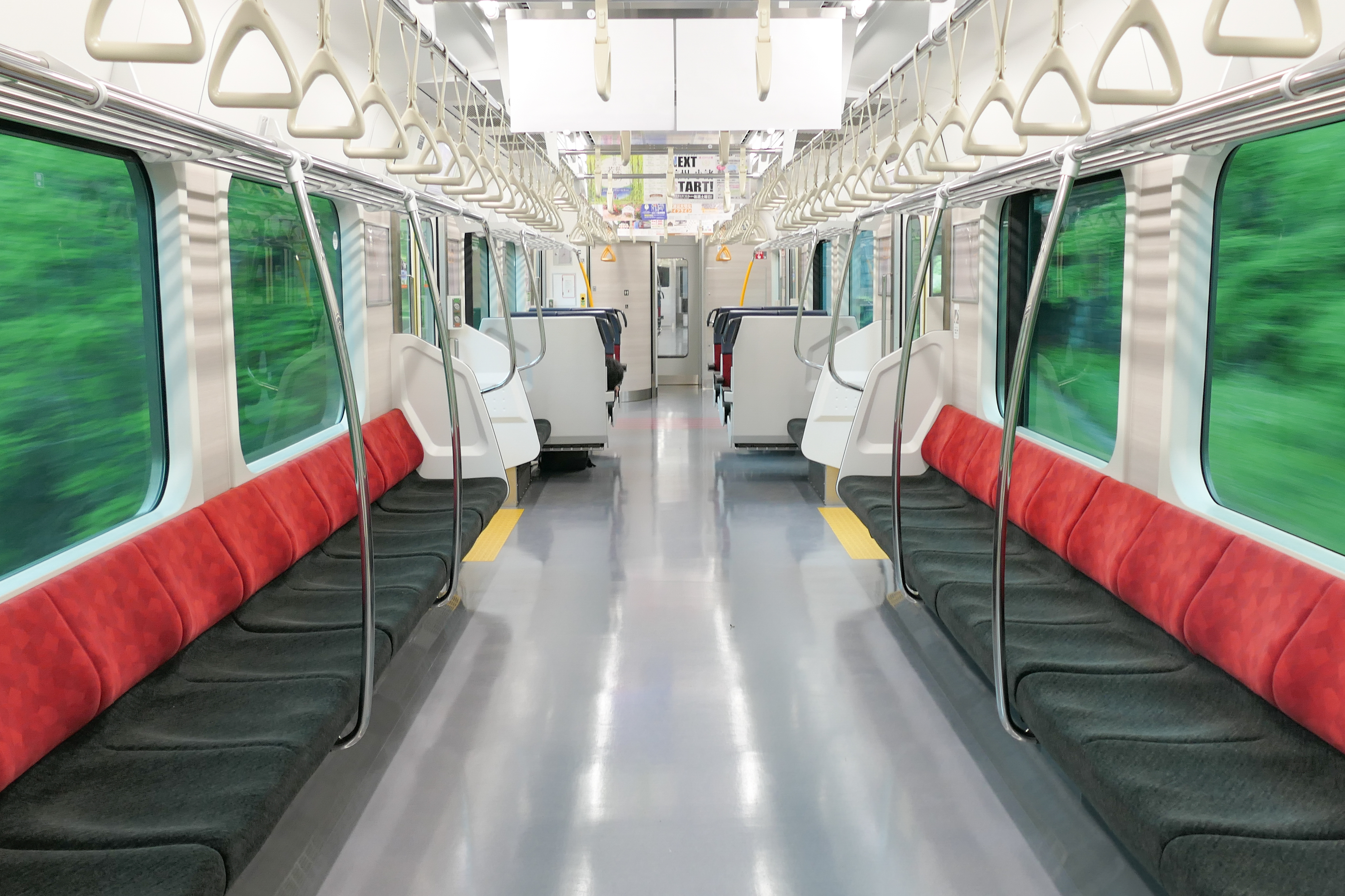
ロングシート全景
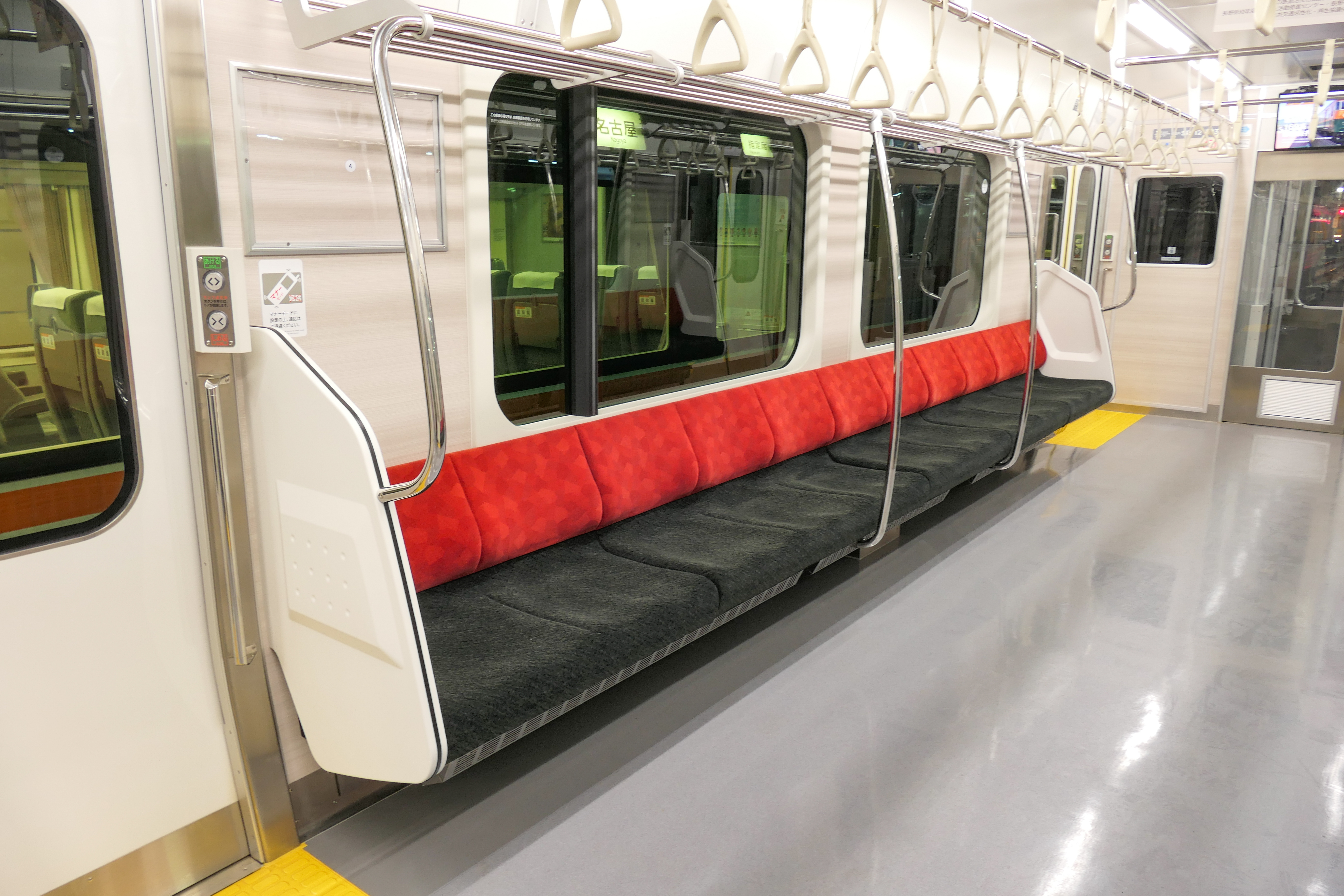
ロングシート
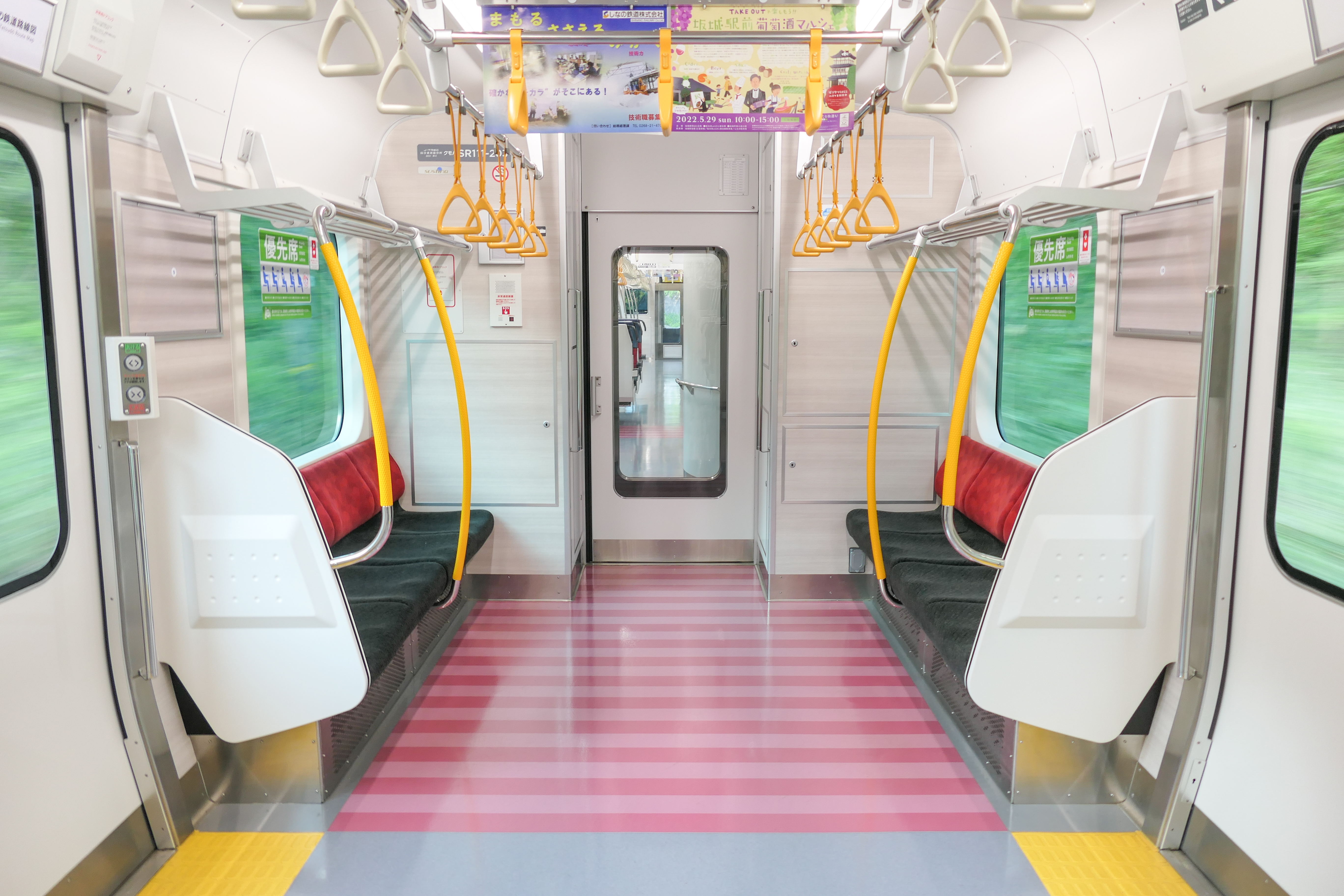
優先席

## 車歴表
特記ない限りは2025年（令和7年）4月1日時点の情報を示す
製造…総合新津：総合車両製作所新津事業所、総合横浜：総合車両製作所横浜事業所

## 運用
しなの鉄道線・北しなの線の全線、および直通運転先の信越本線（篠ノ井駅 - 長野駅間）で運用される。2両編成の単独運用が基本だが、複数編成を連結した4両編成、または6両編成でも運用される。
100番台は2020年7月4日の運用開始以降、特別快速列車「しなのサンライズ号・しなのサンセット号」および「軽井沢リゾート号」の全列車で運用を開始したほか、普通列車でも運用されている。一般車両の運用に充当される場合、同日にライナー運用には充当されない。
200番台は2021年3月改正で運用を開始した。同年時点では38本の列車に使用され、100番台と合わせると全列車の約30%が本形式での運用となった。
300番台はS301 - 303編成が2021年12月から27本の列車で運用を開始した。
その後も、2022年3月のダイヤ改正より運用を拡大し、全体の約40%、2023年3月より全体の過半数、2024年3月より全体の約70%、2025年3月からは全体の約80％が本形式の運用になっている。

## 沿革

### 導入までの経緯
しなの鉄道では開業時より通勤時間帯において、有料ホームライナー列車「しなのサンライズ号」および「しなのサンセット号」を運行（当初は「しなのサンライナー」の名称）していた。しかし、使用車両は譲渡時点で車齢が30年近い169系電車であり、しなの鉄道はイメージアップも兼ねて2003年以降に新型のライナー用車両を導入する計画を複数回公表した。だがいずれも実現しなかったばかりか、保安装置の課題により169系をライナー列車に充当出来なくなる事態となる。その後はJR東日本の189系電車での運行となったが、2015年以降は近郊型電車である115系電車での運行となり同列車の乗車整理券販売も廃止となった。
この頃になると115系自体も老朽化による置き換え時期が迫っており、当初は115系や169系と同様に他社からの中古車両導入を検討していたが、比較的低コストである中長期的な新型車両の導入や、リクライニングシート車の購入によるライナー列車の再有料化が模索されるようになっていた。2018年には「第四次中期経営計画」に基づき、115系の老朽置き換え用として新型車両の新製を発表。2019年2月28日には車両デザインと形式名が公表され、足がけ約20年の新型車両導入が結実した。

### 年譜
- 2018年（平成30年）5月31日 - 新製による新型車両の導入計画が発表される[4]。
- 2019年（平成31年）
  - 2月28日 - 導入車両の形式やデザインが公表される[5]。
  - 10月3日 - 運行開始に先立ってJR東日本松本車両センター所属のE127系電車A2・A4編成による確認試運転を実施[35]。
- 2020年（令和2年）
  - 3月26日 - 100番台S101 - S103編成が納車[13]。
  - 7月4日 - 100番台が営業運転を開始[1]。
  - 11月25日 - 導入予定を当初の「2026年までに26編成52両」から「2027年までに最大23編成46両」に延期・縮小することが発表される[36]。
- 2021年（令和3年）
  - 1月6日 - 導入費用のうち5,000万円をミュージックセキュリティーズと共同でSDGsに貢献する投資ファンドにより調達することが発表される[37]。
  - 1月21日 - 200番台S201・S202編成が納車[18]。
  - 2月18日 - 200番台S203・S204編成が納車。
  - 3月13日 - 200番台が営業運転を開始[38]。
  - 11月5日 - 300番台S301 - S303編成が納車[39]。
  - 12月11日 - 300番台が営業運転を開始[40]。
- 2023年（令和5年）
  - 1月13日 - 300番台S304 - S306編成が納車[41]。
  - 3月18日 - 300番台S304 - S306編成が営業運転を開始[42]。
  - 6月12日 - 一般車両を2本連結した4両編成が上田駅構内で脱線事故[43]。
  - 10月13日 - S102編成が長野総合車両センターに展示のため同系列としては初めて入場。
- 2024年（令和6年）
  - 1月18日 - 300番台S307 - S309編成が納車[44]。
  - 3月16日 - 300番台S307 - S309編成が営業運転を開始[45]。
- 2025年（令和7年）
  - 1月24日 - 300番台S310・S311編成が納車[46]。
  - 3月15日 - 300番台S310・S311編成が営業運転を開始[28]
  - 5月3日 - S102＋S311編成が臨時列車「北しなの線開業10周年記念号」として営業運転で初めてえちごトキめき鉄道妙高はねうまライン（全線）へ入線した[47][48][49]。

## 今後の予定
当初は2026年までに26編成52両の導入が計画されていたが、2020年に導入計画が縮小されており、この時点で2027年までに最大23編成46両の導入に見直されている。ただし当初の計画時点で「毎年の補助金や利用状況により車両数や更新年数を必要に応じ見直し」としており、今後も財政や利用状況によって導入計画に変動が生じる可能性がある。